# اوشا ونس
اوشا چیلوکوری ونس (انگلیسی: Usha Chilukuri Vance؛ زادهٔ اوشا بالا چیلوکوری، ۶ ژانویهٔ ۱۹۸۶) وکیل آمریکایی است. او همسر جی‌دی ونس، معاون رئیس‌جمهور ایالات متحده است. او در ۲۰ ژانویه ۲۰۲۵ به صورت رسمی جایگاه بانوی دوم ایالات متحده را برعهده گرفت و نخستین شخص هندی– آمریکایی است که به این مقام می‌رسد.

## آغاز زندگی و تحصیلات
اوشا ونس (با نام خانوادگی اصلی چیلوکوری) در محله کارگرنشین سن دیگو در کالیفرنیا زاده و بزرگ شد. پدر او مهندس مکانیک و مادرش زیست‌شناس مولکولی بودند. هر دو آنها از ایالت آندرا پرادش هند به آمریکا مهاجرت کرده بودند.
او از دانشگاه ییل با مدرک کارشناسی در رشته تاریخ دانش‌آموخته شد. او عضو انجمن فی بتا کاپا است. اوشا ونس سپس با بورس تحصیلی گیتس به دانشگاه کمبریج رفت و مدرک ام‌فیل را در سال ۲۰۱۰ از این دانشگاه دریافت کرد. او در سال ۲۰۱۳ او از مدرسه حقوق ییل مدرک جی‌دی دریافت کرد. او در آنجا ویراستار ژورنال حقوقی ییل و عضو ژورنال حقوق و تکنولوژی ییل بود.

## ازدواج
اوشا چیلوکوری در سال ۲۰۱۰ با همسر آینده خود، جی‌دی ونس در دوران دانشجویی در یک گروه بحث درباره افول اجتماعی در جامعه سفیدپوستان آمریکا در دانشگاه ییل آشنا شد. این زوج در سال ۲۰۱۴ در کنتاکی در یک مراسم ازدواج بین ادیان ازدواج کردند. آنها سه فرزند دارند: ایوان (زادهٔ ۲۰۱۷)، ویوک (زادهٔ ۲۰۲۰) و میرابل (زادهٔ ۲۰۲۱). چیلوکوری هندو و همسرش کاتولیک است.

## زندگی حرفه‌ای
اوشا ونس تا پیش از ورود به کار سیاسی برای رقابت‌های انتخاباتی سال ۲۰۲۴ به کارهای حقوقی مشغول بود. او نزد برت کاوانا و سپس جان رابرتس از قضات دیوان عالی آمریکا کارآموزی کرده است.

## فعالیت سیاسی
اوشا ونس تا سال ۲۰۱۴ عضو حزب دموکرات بود. او در کنوانسیون ملی جمهوری‌خواهان در سال ۲۰۲۴ سخنرانی مقدماتی را برای همسرش، جی‌دی ونس ایراد کرد. اوشا بیشتر با جی‌دی به رویدادهای کمپین انتخاباتی معاون رئیس‌جمهور سفر می‌کرد و گهگاه روی صحنه ظاهر می‌شد. این زوج سه فرزند دارند.